# Kamo no Chōmei
Kamo no Chōmei (鴨 長明 , 1153 ou 1155-1216) foi um escritor, poeta (na forma waka), e ensaísta japonês. Ele testemunhou uma série de desastres naturais e sociais, e, depois de ter perdido apoio político, foi preterido para a promoção dentro do santuário Shinto associado à sua família. Decidiu virar as costas para a sociedade, tomar votos budistas, e tornou-se um eremita vivendo fora da capital.
Isto foi um pouco incomum para a época, quando aqueles que viravam as costas para o mundo geralmente entravam para mosteiros. Junto com o poeta-sacerdote Saigyo, ele é representante dos reclusos literários de seu tempo, e o seu célebre ensaio Hōjōki ("Relatos da minha cabana") é representante do gênero conhecido como "literatura reclusa" (soan bungaku).

## Obras
- Kamo no Chōmei shū (鴨長明集)
- Hôjôki (方丈記)
- Mumyōshō (無名抄)
- Hosshinshū (発心集)